# Adrianus Déking Dura

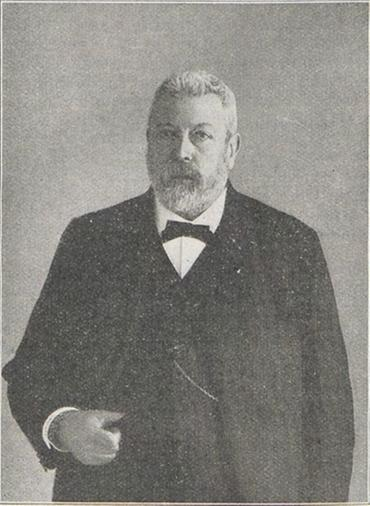
Ir. Adrianus Déking Dura

Adrianus Déking Dura (Dordrecht, 12 augustus 1849- Amsterdam, 18 november 1919) was een Nederlands waterbouwkundige. Hij was de zoon van Jacob Cornelis Déking Dura, koopman in Dordrecht, en Cornelia Vos. Van 1875 tot 1906 werkte hij voor de provincie  Overijssel.  Na een integriteitsconflict vertrok hij daar en vestigde zich als zelfstandig ingenieur in Den Haag, waar hij actief was in veel commissies. In 1919 is hij overleden bij een ongeluk in Amsterdam, waar hij bij het instappen uit een tram gevallen was. Bij zijn begrafenis werd zijn nagedachtenis door de minister van waterstaat ir. A. A. H. W. König en verscheidene andere sprekers gehuldigd.
Op Koninginnedag 1898 is hij tot ridder in de Orde van de Nederlandse Leeuw benoemd.
Hij trouwde op 3 juni 1875 met Elisabeth Helena Posthuma, bij wie hij drie zonen en een dochter (die al jong overleden is) had.

## Opleiding en eerste werkkring
Na zijn school in Dordrecht ging hij in 1865 naar de Polytechnische School te Delft, hij haalde daar in 1870 het diploma van civiel ingenieur. Na zijn afstuderen werd hij benoemd tot buitengewoon opzichter bij Rijkswaterstaat en belast met de vervaardiging van de waterstaatskaart, waarvan hij enige bladen in Friesland bewerkte. Hij werd op 19 februari 1872 hij eervol ontslagen; hij kwam onmiddellijk daarna in dienst bij D.S.A. Docen, ir. E.J.J. Kuinders en S. baron van Heemstra voor het doen van opnemingen voor den aanleg van lokaalspoorwegen in Friesland. Na het het vergelijkend examen werd hij adspirant-ingenieur van de Rijkswaterstaat en geplaatst te Zwolle, waar hij opklom tot ingenieur bij die dienst.
Hij begon daar als ingenieur 3e klasse in het noordelijk arrondissement van Overijssel met standplaats Zwolle. Hier was hij 7 jaren werkzaam in het volle ingenieursleven, daar hij zowel rijks- als provinciaal ingenieur was. Begin 1876 werd de Willemsvaart aan zijn dienst toegevoegd. Wat hij in deze jaren tot stand bracht, is van veel belang. Hij heeft de Willemsvaart tot een voor Zwolle goed vaarwater gemaakt, een sluis in het Meppelerdiep te Zwartsluis gebouwd, de grondslag gelegd tot de vorming van de waterschappen Schipbeek en Regge, en verschillende verbeteringen aan de Dedemsvaart aangebracht. Tijdens het hoge water van februari en maart 1876 was hij te Kampen gestationeerd. Voor de toen bewezen diensten werd hem de zilveren watersnoodsmedaille toegekend.

## Provincie Overijssel
Hij kon het goed vinden met zijn chef, ir. J van der Toorn, maar minder met diens opvolger, ir. L.A. Reuvens. Na het besluit van de minister dat de rijksingenieurs vanaf 1882 niet meer ter beschikking stonden van de provinciale dienst, solliciteerde hij naar de functie van provinciaal ingenieur en nam ontslag als rijksingenieur. Déking Dura legde zich onmiddellijk met ijver op zijn taak toe; hij had het geluk, in de bekwame Commissaris des Konings  mr. J. H. Geertsema een man te vinden, die hem op prijs stelde en steunde, terwijl ook de leden van de commissie, voor de waterstaatszaken in de provincie, jhr. mr. G. C. Junius van Hemert, J. D. van Hasselt en mr. H. W. J. van Marle, tot de beste krachten behoorden, met wie steeds een innige samenwerking plaats had. Deze mannen werden omstreeks 1890 door anderen vervangen, maar de invloed van Déking Dura op den gang der zaken werd misschien nog machtiger.

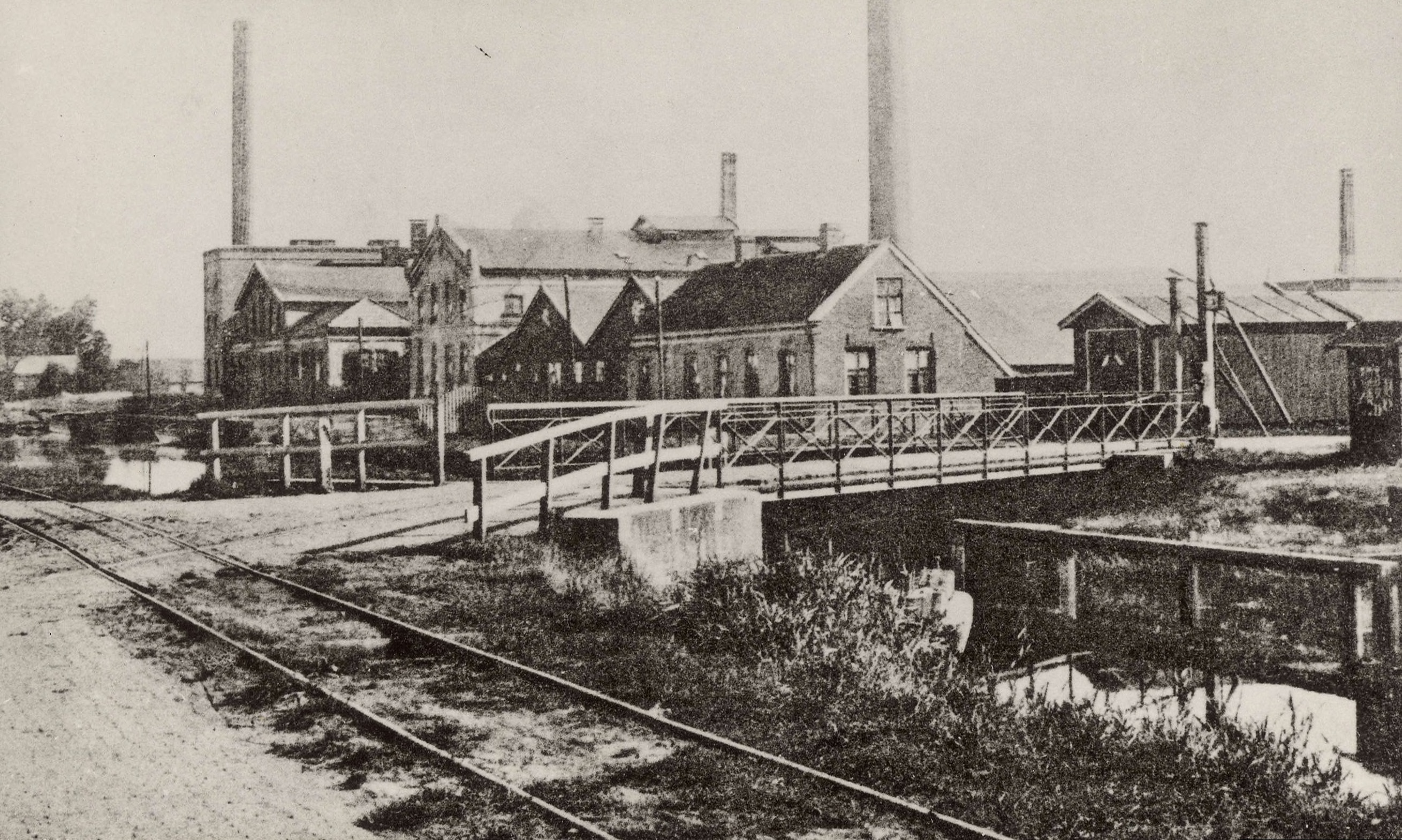
Dedemsvaart, ijzeren brug naar de aardappelmeelfabriek

De provincie had toen in beheer het kanaal de Dedemsvaart met zijtakken, de schutsluis te Blokzijl, enkele bruggen en grindwegen, met een totale lengte van 42 km. De Dedemsvaart had toen een diepte van 1,6 m. en een bodembreedte van slechts 6,5 m. Het kanaal is onder hem verbreed tot 9,5 m, met een diepte van  1,8 m. De houten schutsluizen en bruggen zijn vervangen door steen en ijzerconstructies.
Het Lichtmiskanaal en het benedendeel van de belangrijkste zijtak der Dedemsvaart, de Lutterhoofdwijk, werden verbeterd; in laatstgenoemde verbetering was begrepen de vervanging van twee schutsluizen door één sluis. Bij elke sluis werd een stroomkanaal met stroomduiker gemaakt, waardoor de belemmering kwam te vervallen, welke de scheepvaart vroeger ondervond door het stromen met de schuiven in de sluisdeuren.

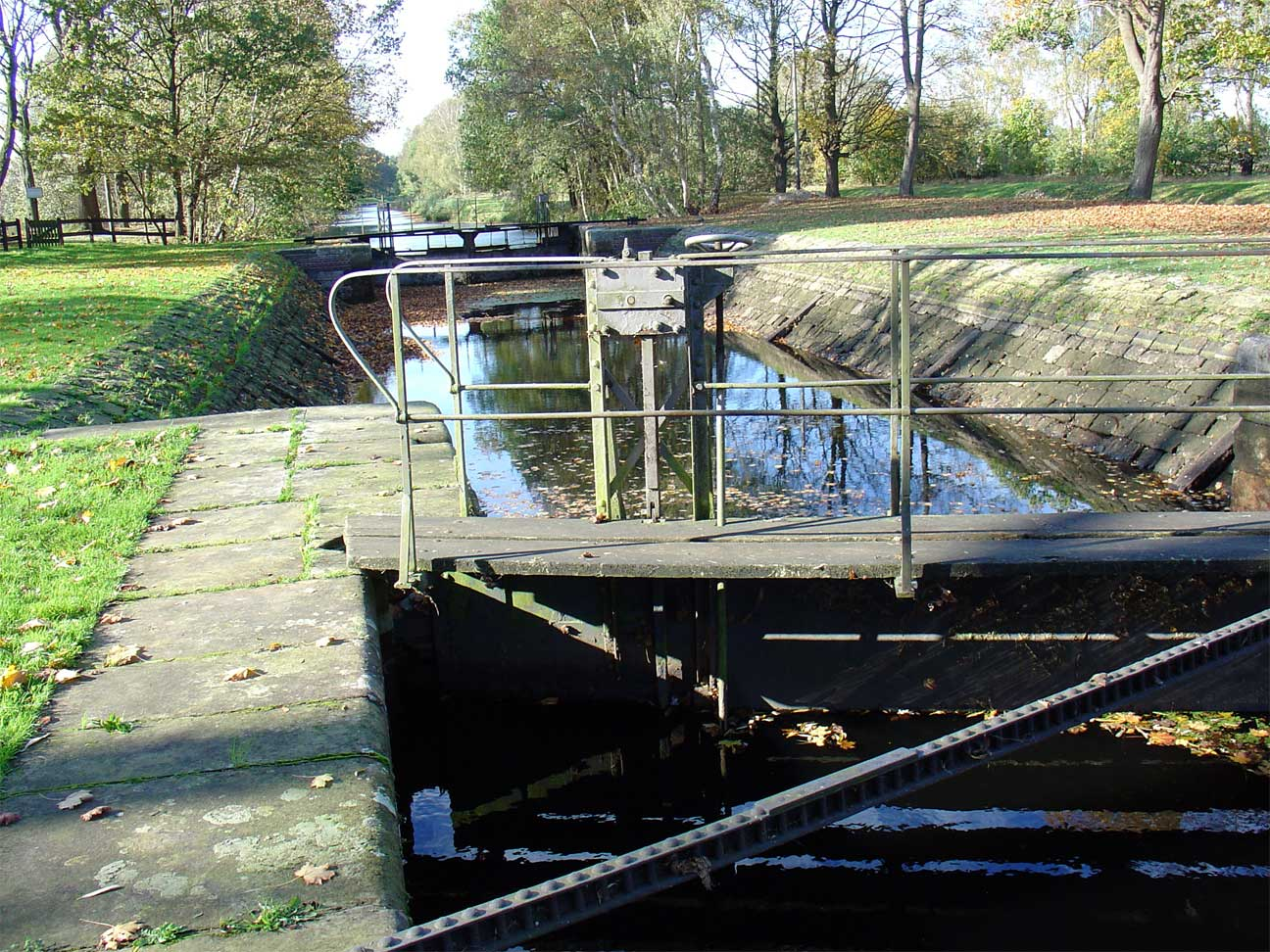
Coevorden-Piccardiekanaal

Ter verbinding van de Coevorden-Vechtkanaal  en de Lutterhoofdwijk met het Duitse kanalennet werd een nieuw, 21 km lang kanaal gegraven, lang 21jt K.M., van uit de stadsgracht van Coevorden naar de Pruisische grens in de richting van Alte Piccardie. Dit kanaal, het Coevorden-Piccardiekanaal, kwam in 1884 gereed. Bovendien werd in 1896 het Coevorden-Vechtkanaal van de Coevorder kanaalmaatschappij in beheer en onderhoud overgenomen en daarna verbeterd.
De toestand van de kleine rivieren in Overijssel, met name de Regge, de Schipbeek, de Bolksbeek en de Dorterbeek, was in 1882 nog treurig en de oprichting van de waterschappen de Schipbeek en de Dorterbeek (het eerste voor een klein en het tweede voor een groot deel gelegen in de provincie Gelderland) in 1881 en van het waterschap de Regge in 1883 was op zichzelf niet voldoende om daarin verandering te brengen, hetgeen ten slotte oorzaak was, dat door rijk en provincie financiële steun werd verleend voor de uitvoering van omvangrijke verbeteringswerken. Deze werken, op Overijssels gebied, werden voorbereid en uitgevoerd onder leiding en toezicht van Déking Dura, terwijl het bovendeel van de Schipbeek, de Buurserbeek, met een lengte van 26,5 km door de provincie werd verbeterd.
Oorspronkelijk bestonden in Overijssel niet anders dan negen dijkdistricten, benevens enkele polders. Daarop was van toepassing het reglement op het beheer der dijken, kaden, polders en watergangen van 15 juli 1845, dat verouderd was. Het werd vervangen door het grondwaterreglement voor waterschappen door de Provinciale Staten vastgesteld in november 1879. Dit reglement heeft zeer veel bijgedragen tot het ontwerpen en doen uitvoeren van plannen tot oprichting van waterschappen. Naast de bestaande dijkdistricten met een oppervlakte van bijna 90.000 ha, zijn tot aan het ontslag van Déking Dura in 1906, in totaal 40 waterschappen opgericht, elk met een bijzonder reglement, de nodige keuren enz., Dit omvatte in totaal 155.000 ha. Ingevolge de bepalingen van het reglement op de watergangen, door Déking Dura ontworpen, werden alle gemeentelijke leggers van de watergangen met bijbehorende kaarten naar eenzelfde model omgewerkt en vernieuwd.
Hij werkte samen met zijn ambtgenoten in Drenthe en Gelderland wat o.a tot de volgende rapporten leidde:
- Rapport over de Dronter bedijking, (13 oktober 1883 en 2 januari 1886) beide met de provinciale ingenieur van Gelderland, ir. M. A. van Idsinga.
- Rapport over de middelen tot verbetering van den waterafvoer van het Meppelerdiep te Zwartsluis, met de  provinciale  ingenieur van Drente ir. J. P. Hofstede.[2]

Ook was hij lid van een commissie  inzake de kostenberekening van een verbeterde afstroming van het Meppelerdiep. Ook na zijn ontslag in 1906 is hij door gedeputeerde staten gevraagd om in deze commissie te blijven.Het eindrapport verscheen in maart 1909.
in het  voorjaar van 1904 werd zijn zoon, Jacobus Cornelis, benoemd als tijdelijke ingenieur bij de provincie,  in het voorjaar van 1906 werd dit omgezet in een vaste aanstelling. In maart 1906 vroeg hij zelf ontslag als hoofdingenieur bij de provinciale waterstaat, ook zijn zoon heeft toen voor zijn benoeming als ingenieur bij de provincie bedankt. De reden voor zijn ontslagaanvraag was volgens de krant het feit dat de Commissaris van de Koningin (P. Lycklama à Nijeholt) het niet kon goedkeuren dat vader en zoon bij de provincie een leidinggevende positie hadden. Zijn zoon is daarna bij de provincie Zeeland gaan weken en in 1908 vennoot geworden bij het ingenieursbureau Van Hasselt en De Koning, waar hij in 1917 enig directeur werd.

## Wegenaanleg en -onderhoud

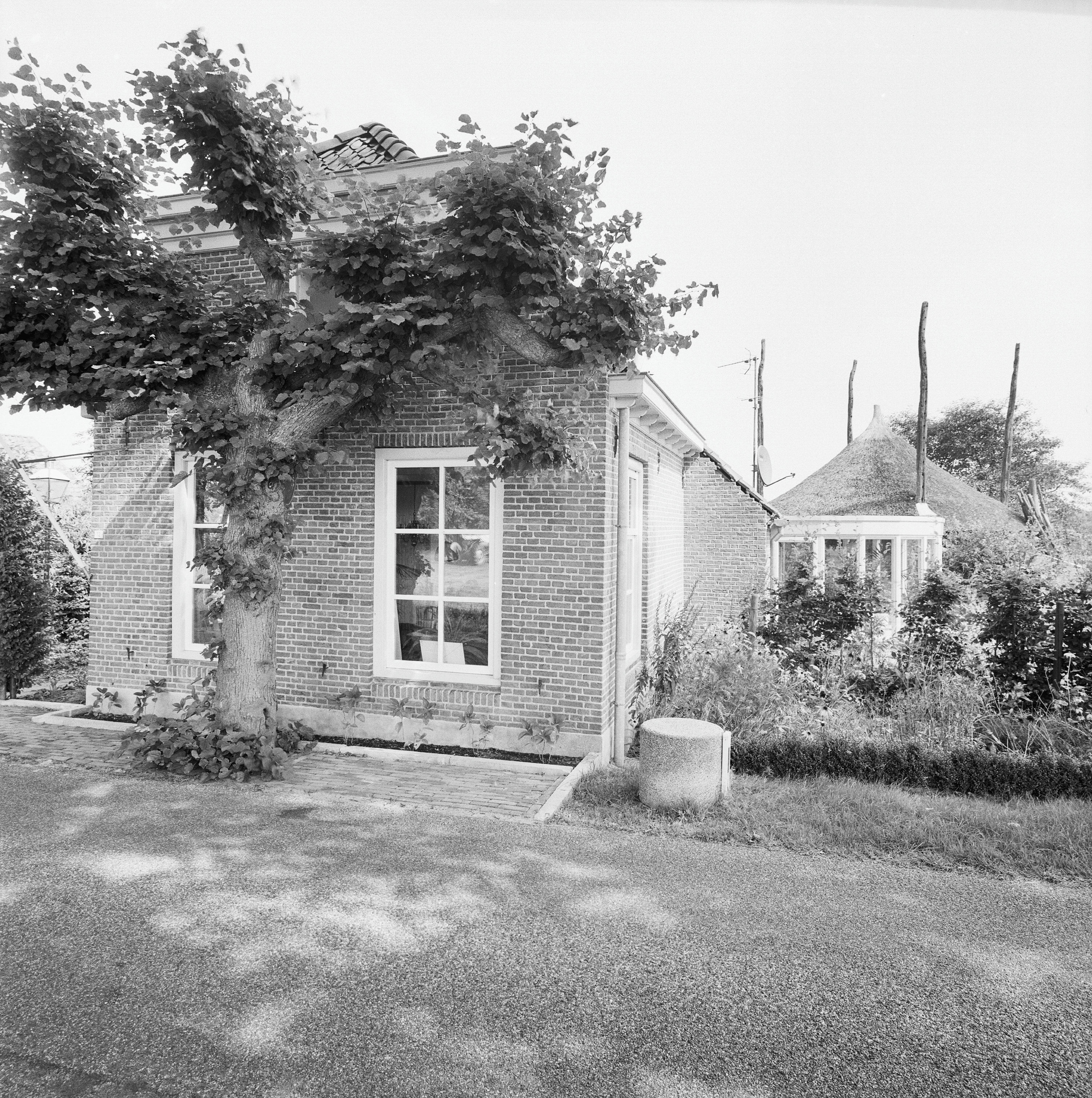
Tolhuis (met boerderij) in Dalfsen

In de periode van 1882 - 1906 heeft hij ook veel gedaan aan de verbetering van het wegennet. Hij vond het voor de wegen verkeerd wanneer besturen van kleine gemeenten en waterschappen het onderhoud van de doorgaande wegen op zich nemen, daar er dan zeer grote kans is, dat het onderhoud uit verkeerd begrepen zuinigheid verwaarloosd wordt. Hij ontwierp een regeling waarbij de provincie zich verbindt om bij de aanleg van nieuwe wegen de helft van kosten door de provincie worden gewaarborgd. Meestal wordt deze helft gevonden uit een Rijkssubsidie en uit bijdragen van de gemeenten en van belanghebbenden. Het onderhoud is dan voor rekening van de provincie, maar de betrokken gemeenten moeten zien verbinden om de helft der onderhoudskosten aan de provincie terug te geven, zonder dat zij medezeggenschap hebben omtrent de wijze en de kosten van het onderhoud. Om voor aanleg door de provincie in aanmerking te komen, moeten de wegen voorkomen op een in 1906 door Provinciale Staten vastgestelden staat, waarvan slechts bij hoge uitzondering wordt afgeweken. Bovendien is een staat vastgesteld van in 1906 bestaande verharde wegen, in onderhoud bij gemeenten, waterschappen of particulieren. Meest waren deze laatste in beheer bij commissies, sommige bij naamlooze vennootschappen. Deze wegen worden door de provincie overgenomen, wanneer 2/3 van de kosten, noodig om hen in goeden staat te brengen, aan haar wordt teruggegeven en haar bovendien wordt toegezegd, dat zij de helft der onderhoudskosten van de belanghebbende gemeenten jaarlijks terug zal ontvangen. Ook hier is het beginsel: uitvoering der verbeteringswerken en van het onderhoud door de provincie.
In 1906 zijn de provinciale tollen afgeschaft en is bepaald, dat alle voortaan door de provincie aan te leggen of over te nemen wegen tolvrij zullen worden onderhouden. Bovendien steunt de provincie de aanleg van wegen, die niet van voldoende belang zijn om voor aanleg door de provincie in aanmerking te komen, met een subsidie van 25 tot 30 % van de aanlegkosten.

## PIANC

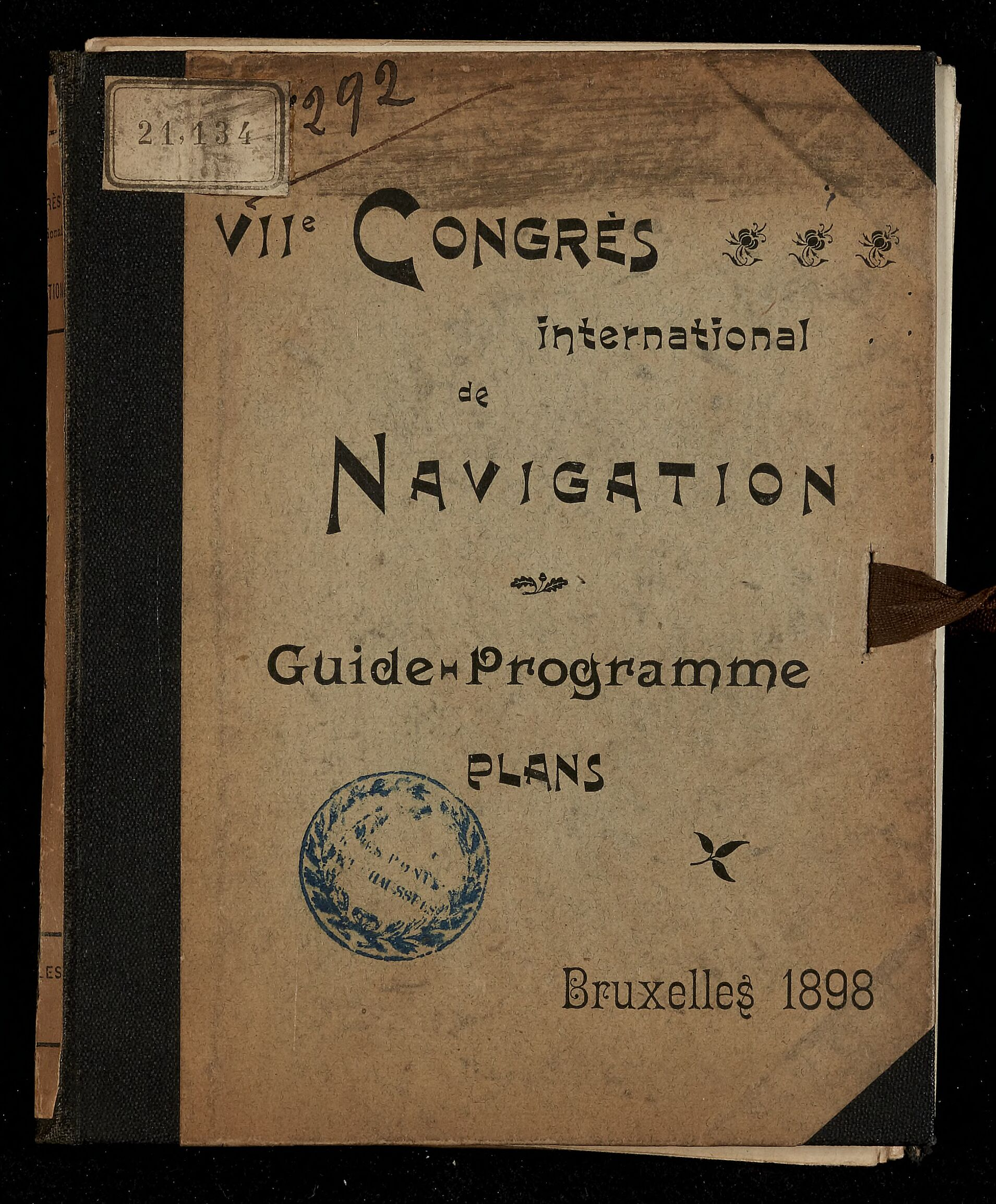
VIIe Congrès international de Navigation. 1898

In de tweede helft van de 19e eeuw ontstond de behoefte aan internationale uitwisseling van kennis op het gebied ban scheepvaartinfrastrutuur (kanalen en havens). Voor de coördinatie daarvan is door de koning van België de PIANC opgericht. Déking Dura was van het begin af aaneen actieve deelnemer aan deze congressen. Zo nam hij deel aan het eerste internationale binnenscheepvaartcongres te Brussel in 1884 bij; bij het congres, in 1886 te Wenen gehouden, was hij de enige aanwezige Nederlander. Verder woonde hij deze congressen in 1888 te Frankfurt aan de Main, in 1890 te Manchester, in 1892 te Parijs, in 1894 te 's-Gravenhage, in 1898 te Brussel, in 1900 te Parijs, in 1902 te Düsseldorf, in 1905 te Milaan en in 1909 te St. Petersburg bij. Het congres van 1912 te Philadelphia werd wegens ziekte niet door hem bijgewoond. Hij was de enige Nederlander, die tot 1909 alle congressen bijwoonde, en hij verwierf daardoor langzamerhand grote bekendheid bij de buitenlandse leden van PIANC. Op het congres van 1894 was hij voorzitter der 3e sectie, handelsexploitatie en economische vraagstukken.
Op verschillende van deze congressen deed hij mededelingen over de onder zijn leiding uitgevoerde werken, alsmede over de wenselijkheid van tollen op die scheepvaartwegen, die nodig zijn om ze te kunnen aanleggen en in behoorlijke staat te onderhouden. Déking Dura stond als onpartijdige tussen de verschillende meningen. Hij wees op de  bijzondere toestand in Nederland, waar de kanalen in tegenstelling met het buitenland niet uitsluitend voor de scheepvaart, maar ook voor de afwatering zijn aangelegd, en staafde, dat zij als het ware gegroeid zijn met de ontwikkeling der streek. Uitvoerig zette hij zijn standpunt uiteen op het congres van 1894 in Den Haag.
Verschillende malen was hij vertegenwoordiger op die congressen, hetzij van het Kon. Instituut van Ingenieurs, hetzij van de Nederlandse Regering. Hij werd in 1904 lid van het hoofdbestuur der congressen, o.a. belast met de voorbereiding van volgende congressen.

## KIvI
Na zijn ontslag vestigde hij zich in Den Haag, waar hij een leidende rol ging spelen bij het Koninklijk Instituut van Ingenieurs. Hij bleef tot 1910 vicepresident. Van 1885 tot 1916 was hij met wisselende intervallen ook bestuurslid van de Vereniging van Delftse Ingenieurs. Hij werd  in 1917 erelid van deze vereniging.
In 1910 werd hij lid van de provinciale Staten van Zuid-Holland, dit bleef hij tot zijn overlijden, maar hij heeft in deze functie niet veel bijgedragen. Zijn aandacht ging meer naar het ingenieursvak. Met ir. R. A. van Sandick vertegenwoordigde hij het Kon. Instituut van Ingenieurs bij de herdenking van het 25-jarig bestaan van de Société Beige des ingénieurs et industriels te Brussel in 1911. In juni 1914 werd hij  tot lid van de  maatschappij van nijverheid gekozen. In september 1916 werd hij ook lid van het dagelijks bestuur.

## Overige adviezen en commissies
- Arbitrage - Hij werd bij de oprichting in 1906 van de Raad ivan Arbitrage in het Bouwbedrijf lid en voorzitter van dat lichaam; in deze functie heeft hij tot zijn overlijden veel arbeid verricht. Verder werd hij bij de oprichting in 1906 commissaris van de Nederlandsche maatschappij voor havenwerken, gevestigd te Amsterdam.

- Kampen - De gemeente Kampen benoemde hem na de verzakking van een van de pijlers van de gemeentebrug over de IJssel  aldaar tengevolge van het hoge water op 7 januari 1883 in een commissie tot het doen van voorstellen tot herstel. Door het lid van die commissie ir. J. M. Telders werd met medewerking van deze commissie een plan van herstel gemaakt en uitgevoerd.

- kleine rivieren - In de vergadering van het Kon. Instituut van Ingenieurs van 8 november 1887 hield ir. J. van Hasselt een voordracht over de noodzakelijkheid van het verkrijgen van meer kennis omtrent het régime der kleine rivieren. De benoeming van een  commissie hiervoor, waar hij lid van werd, was daarvan het gevolg. In de vergadering van het KIvI van 11 februari 1890 werd een uittreksel uit het rapport van deze commissie voorgelezen, en tevens gezegd, dat de hoofdinhoud aan de Minister van Waterstaat, Handel en Nijverheid was medegedeeld. Het gevolg is geweest, dat deze rivieren door Rijkswaterstaat in studie zijn genomen, terwijl tal van plannen voor verbetering zijn gemaakt en sommige daarvan zijn uitgevoerd.

- De Waaldijken - De Minister van Waterstaat, Handel en Nijverheid en Gedeputeerde Staten van Gelderland benoemden in 1891 een commissie van deskundigen ter beoordeling van de vraag, hoe groot de verhoging van de dijken langs de Waal als gevolg van de watervrije ophoging van de Heerewaardensche overlaten zou moeten zijn. Déking Dura werd hierin vanwege Gelderland benoemd. De commissie bracht op 21 oktober 1896 een verslag uit, waarin de te verwachte grootste hoogten bij een dergelijke waterafvoer van de Waal als die van januari 1883, berekend door ir. P. J. Kapteyn, en waarmede zij zich konden verenigen. Daarom achtte de commissie een verhoging  van de Waaldijken met in het algemeen 0,8 m nodig., bij zeer aan de heersende wind blootgestelde dijkgedeelten en bij schaardijken zou dat 1 m moeten zijn. De dijken zijn daarna met rijkssubsidie op deze hoogte gebracht.

- Commissie van herziening van de waterstaatswetgeving - Op 21 april 1892 werd een Staatscommissie ingesteld om de regering te adviseren over de wettelijke regels, die ten aanzien van het waterstaatsbestuur behoren gesteld te worden. Déking Dura was hiervan lid van de aanvang tot zijn overlijden. Op 6 december 1906 werd hij voorzitterschap van deze commissie. De belangrijkste wetten op dit gebied, die sedert tot stand gekomen zijn, zijn door deze commissie ontworpen. De wetten, door de commissie tot 1906 ontworpen, zijn vermeld in de bijdrage in het jubileumnummer van de Ingenieur van de hand van Déking Dura over zijn voorganger ir. G. van Diesen als voorzitter.[5]  Dit leidde o.a. tot de Waterstaatswet 1900, die de rest van de eeuw geldig gebleven is (is in 2009 vervangen door de Waterwet)

- Tractaat met Duitsland - Hij werd in juli 1899 met mr. G. Jannink, ir. J. W. Welcker en drie Pruisische deskundigen benoemd in een internationale commissie tot regeling van de afleiding van het water van de Dinkel en de Vecht en van de afwatering en bedijking van de grensstreek zuidwaarts van het benedenste gedeelte van de Vecht in Pruisen. Het gevolg van het verslag der commissie was, dat in 1905 met Duitsland (optredende namens Pruisen) een tractaat gesloten werd, waarbij de beide mogendheden zich verbonden, de belangen der andere zo weinig mogelijk te schaden. Van Nederlandse zijde zou met een aan te leggen grondduiker in de Dinkel onder het kanaal Almelo-Nordhorn gewerkt worden, dat de Pruisische landen daarvan geen nadeel zouden ondervinden. Pruisen zou een dijk langs een deel der Vecht aanleggen, waardoor overstromingswater uit Nederlands gebied geweerd werd. Nederland zou een dam bij Eggengoor (dit ligt aan de linkeroever van de Vecht net aan de Nederlandse kant van de grens) afgraven en een overlaat alsmede twee watergangen aanleggen. Tot slot werd bepaald, dat er steeds minstens 12 m3/s door de Vecht naar Nederland zou blijven stromen, en dat Pruisen geen opperwater uit die rivier door de op zijn gebied gelegen scheepvaartsluis in het kanaal Almelo—Nordhorn zou afvoeren. Déking Dura ontving met het oog op zijn aandeel in deze werkzaamheden op 24 Juli 1907 de Pruisische Kroonorde

- De Lauwerszee - In 1896 is een commissie ingesteld om te onderzoeken of indijking van de Lauwerszee zou kunnen leiden tot een verbeterde afwatering van Friesland en Groningen,onder voorzitterschap van mr. B.P. baron Van Harinxma thoe Slooten. Ir. H.E. de Bruyn heeft voor deze commissie belangrijk werk gedaan. Het eindverslag van 1900 is grotendeels door hem geschreven. Kort na de publicatie van dit verslag gaf hij eind 1900 een nieuw denkbeeld in overweging, en daarmede werd door de inspectie van de Waterstaat in oktober 1901 ingestemd. Dit denkbeeld behelsde een combinatie van de indijking van de Lauwerszee met bemaling van Frieslands boezem op de Zuiderzee in het zuiden van Friesland, wat goedkoper scheen dan de voorstellen van de commissie. Met het oog daarop werd in februari 1902 door de provincies Friesland en Groningen een technische commissie ingesteld onder voorzitterschap van ir. W.F. Leemans, met Déking Dura als lid. Deze commissie bracht in juni 1904 verslag uit met een voorstel om een stoomgemaal voor Friesland te Tacozijl en een voor Groningen te Zoutkamp te bouwen en de indijking van de Lauwerszee zo uit te voeren dat er een gemeenschappelijke bergboezem voor Friesland en Groningen in de Lauwerzee wordt gevormd, met ruime sluizen in de afsluitdijk van de Lauwerszee.[6]De gemalen bij Tacozijl en Zoutkamp zijn gebouwd, maar de inpoldering van de Lauwerszee vond pas in 1969 plaats.

- Kademuren Rotterdam - De kaaimuren te Rotterdam waren oorspronkelijk aangelegd op een steenstorting. Onder de directeur van gemeentewerken G. J. de Jongh werd in 1883 het stelsel ingevoerd om eerst een uit rijshout bestaande dam aan te brengen; daar doorheen werden de palen van de houten fundering van de muren geheid. Aanvankelijk werd een grondverbetering door het storten van zand aangebracht,waardoor de slappe ondergrond terzijde gedrukt werd. Dit werd niet of slechts op zeer bescheiden schaal toegepast. Nadat in 1898 een kaaimuur, die toen ongeveer tien jaren te voren gebouwd was, het had begeven, verzakte in augustus 1900 een nauwelijks voltooide muur; beide waren volgens dit stelsel gebouwd. De verzakkingen gaven aanleiding aan de gemeenteraad van Rotterdam om in 1902 B. en W. op te dragen, een commissie te benoemen met de opdracht om na te gaan of er kans op meer dergelijke ongevallen was en of het stelsel-üe Jongh verlaten behoorde te worden of niet. Deze commissie werd door hen samengesteld uit ir. W. F. Leemans, prof. dr. ir. J. Kraus en Déking Dura. De commissie gaf in haar verslag van 22 november 1902 te kennen, dat het stelsel geen verandering behoefde te ondergaan en er geen gevaar voor verdere ongevallen bestond, mits er slechts voor behoorlijke grondverbetering gezorgd werd. Er werd aanbevolen om eerst al het veen tot op de zandlaag uit te baggeren en de aldus verkregen geul met zand aan te storten tot de diepte, die voor den muur gewenscht wordt, waarna men op dat peil met de opzinking van de dam dient te beginnen.[7]

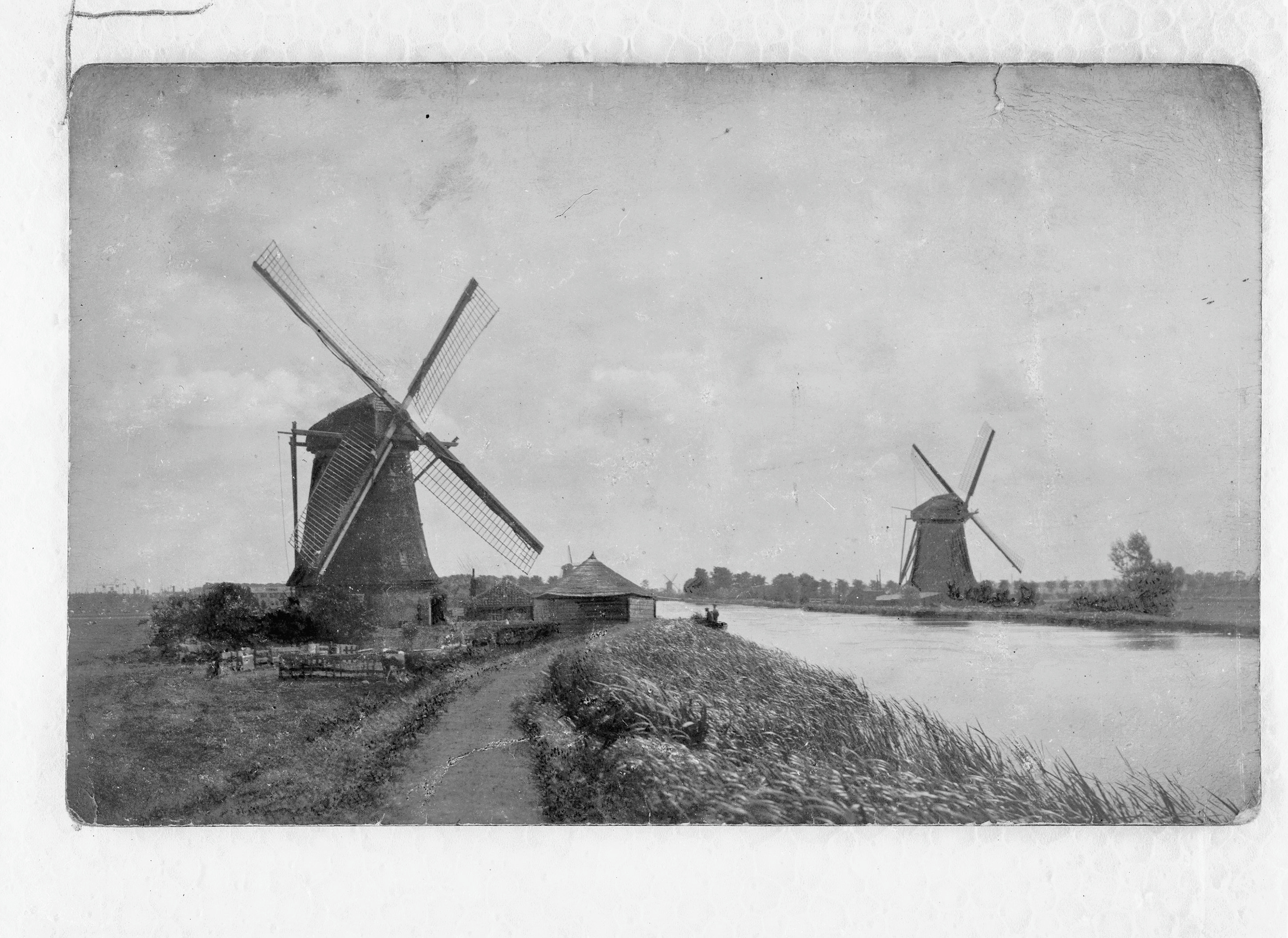
De Poldervaart in 1922

- de Poldervaart -De Poldervaart in 1922In  juli 1904 werd Déking Dura door Gedeputeerde Staten van Zuid-Holland in een commissie benoemd tot onderzoek der vraag of het onderhoud van de kaden langs de Poldervaart en de Vlaardingervaart in Delfland door het inlaten van water uit het Scheur is verzwaard. Voor het rapport dezer commissie, uitgebracht 11 November 1904, kan worden verwezen naar De Ingenieur van 1915, blz. 302.

- Martenshoekse Verlaat -Commissie van advies van 1905 inzake de de opruiming van het Martenshoeksche verlaat, benoemd door de provincie Groningen en B&W van Groningen  (met ir. H. E. de Bruyn en ir. J. W. Welker).  Dit verlaat (schutsluis) in het Winschoter Diep was als houten sluis gebouwd omstreeks 1615, was sedert de bouw van de Spilsluizen te Groningen in 1673 minder nodig. Na de aanleg van het Eemskanaal in verband met de afsluiting van het Reitdiep van 1875 tot 1880 werd de wijze van uitwatering van een groot deel van de provincie Groningen sterk verbeterd heeft, maar tevens zorgde dit door de afwisselende opening en sluiting sluizen te Delfzijl een op en neer gaande beweging in de Groningse wateren. Velen meenden, dat dit verlaat opgeruimd kon worden. De commissie kwam in haar rapport van1906, tot de slotsom dat dit toch niet kon.[8]

- Biesbosch - De vereniging „De Biesbosch" nodigde Déking Dura in April 1910 uit om haar te adviseren over den invloed van de verlegging van den Maasmond op de afwatering der gronden tussen de Nieuwe Merwede en de Amer. In een nota zette hij de gevolgen van de verlegging van de Maasmond op de afwateringsverhoudingen van de Biesbosch uiteen en gaf als het beste ontwerp aan de bedijking langs de rechteroever van den Amer westwaarts tot aan het Gat van de Binnen-Nieuwe Steek of, zo nodig, tot het Gat van de Visschen met afdamming van het Spijkerboor, opruiming van den dam in den bovenmond van het Zuidergat van de Plomp en westwaartse verlenging van dat gat op behoorlijke diepte tot het einde der bovenbedoelde bedijking, zodat er een doorgaande afvoerende rivier zou ontstaan van de Hank langs de Bleek en Oostkil en genoemd Zuidergat naar het Gat van de Vissen en zo naar het benedeneind van den Amer. Tegen deze oplossing heeft het Rijk zich steeds verzet, vooral om de zeer hoge kosten en omdat een dergelijke rivierarm zich tot een veel groter profiel zou uitbreiden dan waarop gerekend was, daar hij zou moeten voorzien in de getijbeweging van een zeer groot aantal kreken in het zuidelijk deel van de Biesbosch.Van rijkswege werd dan ook slechts in uitzicht gesteld afdamming van het Spijkerboor, bouwen van een schutsluis in die afdamming, verruiming van het vaarwater Steurgat-Reugt en (ten behoeve van de Bleek en Oostkil) van de Noordersprank. Daarover werd het oordeel van Déking Dura door bovengenoemde vereniging opnieuw gevraagd; hij adviseerde in november 1913, hoewel zijn bezwaren daardoor niet geheel werden opgeheven, de Rijksvoorstellen aan te nemen.

## publicaties van ir. Déking Dura
De conresverslagen van de diverse scheepvaartcongressen zijn niet digitaal beschikbaar, maar wel op papier bij de bibliotheek van de TU Delft onder verschillende namen, maar wel onder het plaatsnummer 1372D
- Mededeeling betreffende het 2de binnenscheepvaartcongres te Weenen, in NotulenRon. Instituut van Ingenieurs 1886—1887, blz. 12.
- Over verbetertng van kleine rivieren, meer bepaald in Overijssel, in idem, blz. 83 en 97.
- Over voorzieningen van kanaalboorden, in idem 1892—1893, blz. 60.
- Taxes et péages sur les voies navigables dans les Pays-Bas, in de werken van het 5de binnenscheepvaartcongres, 1892.
- Notice sur la reconstruction du canal le Lutlerhoofdwijk, in de werken van het 6de binnenscheepvaartcongres, 1894.
- Excursion a Urk, Zwolle et Dedemsvaart, in idem.
- Péages sur les voies navigables, in idem.
- Over de brug over het Zwarte Water te Hasselt, in Notulen Kon. Instituut van Ingenieurs 1896 — 1897, blz. 66.
- De Schipbeekverbetering, in het Gedenkboek van het Kon. Instituut van Ingenieurs 1847—1897, blz. 112.
- Stoney-sluizen, in De Ingenieur van 19 Februari 1898.
- Portes d'écluse a un seul vantail dans les canaux de la province d'Overijssel, in de werken van het 7de binnenscheepvaartcongres, 1898.
- Verslag over het 7de scheepvaartcongres te Brussel, in Notulen Kon. Instituut van Ingenieurs 1898—1899, blz. 40
- Idem over het 8ste scheepvaartcongres te Parijs, met J. F. W. Conrad, ir. P. H. Kemper en ir. J. G. Ramaer, in Verhandelingen Kon. Instituut van Ingenieurs 1901—1902,
- Droits de navigation, in de werken van het 9de scheepvaartcongres, 1902.
- Voordracht over grondduikers onder de kanalen in Overijssel, gehouden iu het Kon. Instituut van Ingenieurs, 14 Juni 1904, in De Ingenieur van 6 Augustus 1904.
- Ir. G. van Diesen als lid van de Staatscommissie voor de herziening der waterstaatswetgeving, in De Ingenieur van 19 Mei 1906.
- Verslag over het 10de scheepvaartcongres te Milaan, met ir. P. W. van der Slevden, ir. H. Wortman en prof. ir. J. Nelemans, in De Ingenieur 1906—1907, blz. 1.
- Idem over het 11de scheepvaartcongres te St. Petersburg, met ir. H. Wortman, in De Ingenieur van 1909—1910, blz. 1.
- Mededeelingen over den toestand van de afwatering in een deel van Overijssel, in Tijdschrift der Nederlandsche Heidemaatschappij 1909, blz. 173.
- Verslag van de herdenking van het- 25-jarig bestaan der Société Beige des ingénieurs et des industriels op 30 October 1910, met ir. R. A. van Sandick, in De Ingenieur van 17 Juni 1911.
- Van den Rijn naar de Noordzee, uittreksel uit een artikel in het Zeitschrift für Binnenschiffahrt von prof. G. de Thierry, in De Ingenieur van 22 Maart 1913.
- Aansprakelijkheid der leden van coöperatieve vereenigingen, in Economist, 1913, blz. 185.
- Bouw en exploitatie van het Rijn-Wezerkanaal in De Ingenieur van 25 April 1914.
- Beschouwingen over de afwatering van Overijssel, 1ste deel, 's-Gravenhage, M. Nijhoff 1919.
- (11 oktober 1919). Bemaling van het Meppelerdiep te Zwartsluis. De ingenieur  34 (41)
- Teixeira de Mattos, L.F. (1903). De Dedemsvaart. Tijl, Zwolle. uitgeven onder toezichtvan Déking Dura met voorwoord van hem